# Stołowacz
Stołowacz – wieś w Polsce położona w województwie podlaskim, w powiecie bielskim, w gminie Bielsk Podlaski.
Wierni kościoła rzymskokatolickiego należą do parafii Matki Bożej z Góry Karmel w Bielsku Podlaskim.

## Historia

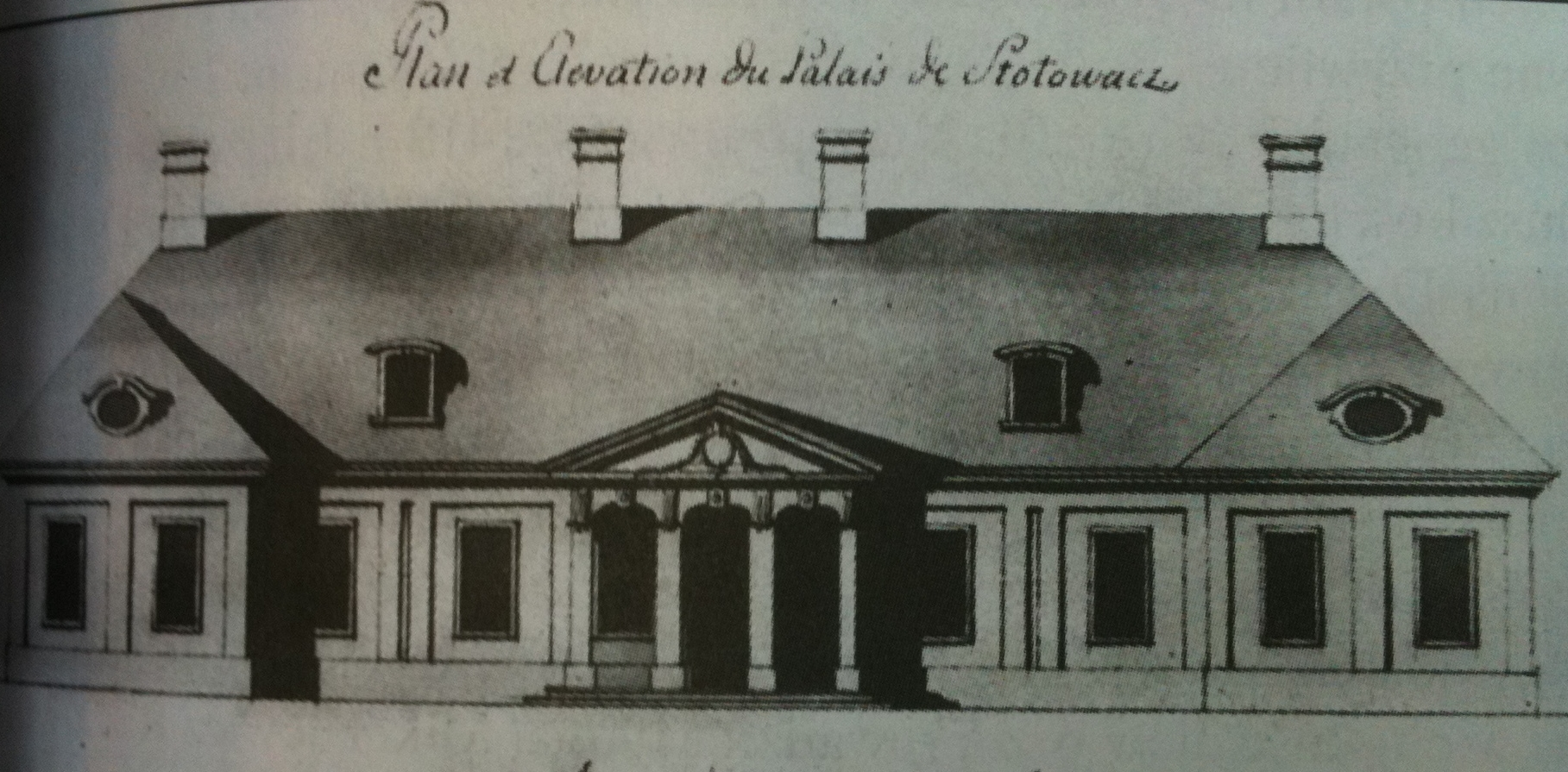
Nieistniejący barokowy dwór z XVIII wieku

W połowie XVI wieku założono tu jeden z folwarków starostwa bielskiego. W 1602 roku folwark został spustoszony przez własnych żołnierzy. 
W XVIII wieku zbudowano tutaj parterowy dwór z gankiem i dwoma bocznymi ryzalitami od frontu, który zaprojektował prawdopodobnie dowódca 4. Regimentu Pieszego Buławy Wielkiej Koronnej architekt Jan Henryk Klemm. Dwór w drugiej połowie XVIII w. został rozbudowany i znacznie powiększona przez Jana Klemensa i Izabelę Branickich. Siedzibie nadano bardziej reprezentacyjny wygląd budując w latach 1752-1758 parterowy pałac z ozdobnym ogrodem oraz wykopanym w roku 1773 kanałem ogrodowym w kształcie litery T. W tym czasie ponownie przebudowano pałac. W Stołowaczu znajdowała się stadnina koni hetmana Branickiego. W okresie zaboru pruskiego w latach 1795-1806 Stołowacz był głównym ośrodkiem dóbr rządowych w powiecie bielskim. W 1910 r. folwark uległ parcelacji.
Wieś królewska w starostwie bielskim w ziemi bielskiej województwa podlaskiego w 1795 roku. W latach 1975–1998 miejscowość administracyjnie należała do województwa białostockiego.